# What Happened to Jones (film 1926)
What Happened to Jones è un film muto del 1926 diretto da William A. Seiter. La sceneggiatura si basa sul lavoro teatrale What Happened to Jones di George H. Broadhurst, andato in scena a New York  il 30 agosto 1897.

## Trama
Tom Jones, un ricco giovanotto di sani principi, alla vigilia del suo matrimonio viene tentato dall'amico Ebenezer Goodly a partecipare a una partita di poker. Ma la serata viene interrotta da un'irruzione della polizia: i due amici, per sfuggire alla cattura, si nascondono in un bagno turco per poi uscirne travestiti da donna. La polizia, però, trova il portafoglio di Tom che vanno a cercare a casa della fidanzata. Nel frattempo, i due fuggitivi sono a casa di Ebenezer dove Tom si cambia, mettendosi gli abiti del fratello dell'amico, il vescovo che deve celebrare il suo matrimonio. Ma il religioso non arriva e Tom, insieme alla sposa, sale in macchina. Finalmente, nell'auto lanciata a tutta velocità per sfuggire alla polizia, il vescovo riesce a portare a termine la cerimonia.

## Produzione
Il film fu prodotto dall'Universal Pictures (con il nome Universal Jewel).

## Distribuzione
Il copyright del film, richiesto dalla Universal Pictures Corp., fu registrato il 9 dicembre 1925 con il numero LP22098.
Distribuito dalla Universal Pictures, il film - presentato da Carl Laemmle - uscì nelle sale cinematografiche statunitensi l'8 marzo 1926.

## Differenti versioni
Dal lavoro teatrale What Happened to Jones di George Broadhurst vennero tratte diverse versioni cinematografiche:
- What Happened to Jones film del 1915 diretto da Fred Mace
- What Happened to Jones film del 1920 diretto da James Cruze
- What Happened to Jones film del 1926 diretto da William A. Seiter